# فایرفلای اروسپیس
فایرفلای اروسپیس (انگلیسی: Firefly Aerospace) یک شرکت خصوصی فضایی آمریکایی است که در پارک سیدار، تگزاس واقع شده و بر روی وسایل پرتاب کوچک و متوسط برای پرتاب‌های تجاری مداری تمرکز دارد. این شرکت در سال ۲۰۱۴ به عنوان فایرفلای اسپیس سیستمز تأسیس شد و با چالش‌های مالی و قانونی مواجه شد که منجر به ورشکستگی آن در سال ۲۰۱۷ گردید. سپس توسط سرمایه‌گذاری‌های نووسفر احیا و به فایرفلای ایرو اسپیس تغییر نام داد.

## تحولات کلیدی
- سال‌های اولیه (۲۰۱۴-۲۰۱۷)

توسط تام مارکوسیک و دیگران تأسیس شد و راکت فایرفلای آلفا را توسعه داد، اما با مشکلات قانونی با ویرجین گالاکتیک مواجه شد که منجر به ورشکستگی گردید.
- احیا و رشد (۲۰۱۷-۲۰۲۱)

راکت آلفا را بازطراحی کرد و یک مرکز تحقیق و توسعه در اوکراین افتتاح کرد. با ناسا برای برنامه خدمات بارگذاری تجاری قمری همکاری کرد و تأمین مالی قابل توجهی را به دست آورد.
- تلاش‌ها و چالش‌های پرتاب

در سال ۲۰۲۱ پرواز آزمایشی اول خود را با شکست مواجه شد و پرواز آزمایشی دوم در سال ۲۰۲۲ به‌طور جزئی موفق بود. مکس پولیاکوف به دلیل نگرانی‌های امنیت ملی ایالات متحده، سهام خود را فروخت.
- دستاوردهای اخیر (۲۰۲۲-۲۰۲۴)

در سپتامبر ۲۰۲۳ با موفقیت آلفا را برای وزارت دفاع ایالات متحده پرتاب کرد. لندر قمری بلو گاست را توسعه داد که اولین مأموریت آن برای ژانویه ۲۰۲۵ برنامه‌ریزی شده است و با نورثروپ گرومن برای راکت آنتارس ۳۰۰ همکاری کرد.
- نوآوری‌های فناوری

به خاطر موتورهای چرخه‌ای تپ‌آف خود شناخته شده و در حال توسعه وسایل انتقال مداری الیترا برای خدمات‌دهی به ماهواره‌ها است.

## وضعیت کنونی
فایرفلای ایرو اسپیس به‌طور فعال در بازار پرتاب ماهواره‌های کوچک رقابت می‌کند و برنامه‌هایی برای وسایل پرتاب متوسط (MLV) و همکاری‌های مداوم با شرکت‌های بزرگ فضایی دارد، با وجود چالش‌هایی مانند از دست دادن مرکز تحقیق و توسعه اوکراینی و تغییرات رهبری.